# Göran Holmström
Göran Holmström, född 11 maj 1963, är en svensk politiker (kristdemokrat). Han var förbundsordförande för Kristdemokratiska Ungdomsförbundet (KDU) åren 1989-1992. Mellan år 1992 och 1998 samt 2005-2006 var han biträdande partisekreterare, organisationschef och nationell valledare för Kristdemokraterna. 1998 till 2006 var han anställd borgarrådssekrerare och sedan arvoderad politiker i Stockholms stadshus för Kristdemokraterna.  Åren 2002  till 2006 var han ledamot i Stockholms stadsfullmäktigs och vice ordförande i Enskede- Årsta stadsdelsnämnd. I och med Alliansregeringens tillkomst blev han politiskt sakkunnig åt barn-, äldre- och folkhälsominister Maria Larsson under åren 2007 till 3014. From 2015 arbetar han hos Rädda Barnen.Holmström var också fram.